# Jin Jing
Jin Jing (chiń. 金晶; pinyin Jīn Jīng) – chińska brydżystka.

## Wyniki brydżowe

### Zawody światowe
W światowych zawodach zdobyła następujące lokaty:
| Mistrzostwa Świata. Konkurencja teamów | Mistrzostwa Świata. Konkurencja teamów | Mistrzostwa Świata. Konkurencja teamów | Mistrzostwa Świata. Konkurencja teamów | Mistrzostwa Świata. Konkurencja teamów | Mistrzostwa Świata. Konkurencja teamów |
| Rok                                    | Miejsce                                | Zawody                                 | Kategoria                              | Drużyna                                | Pozycja                                |
| -------------------------------------- | -------------------------------------- | -------------------------------------- | -------------------------------------- | -------------------------------------- | -------------------------------------- |
| 2014                                   | Sanya                                  | 14. Seria Mistrzostw Świata            | Open                                   | Jilinshengqiaopaixiehui                | 106                                    |
| 2014                                   | Sanya                                  | 14. Seria Mistrzostw Świata            | Miksty                                 | Jilinshengqiaopaixiehui                | 17                                     |
| 2008                                   | Pekin                                  | 1 Olimpiada Sportów Umysłowych         | Miksty                                 | Jilin                                  | 26                                     |
| 2006                                   | Tiencin                                | 3 Puchar Świata Teamów Akademickich    | Open                                   | China A                                | 1                                      |
| 1998                                   | Lille                                  | 10 Mistrzostwa Świata                  | Open                                   | Jin                                    | 193                                    |

## Klasyfikacja
- Jin Jing – klasyfikacja WBF (ang.)